# Keys N Krates
Keys N Krates es una banda de música electrónica proveniente de Toronto, Canadá. La banda está compuesta por Adam Tune (baterista), David Matisse (sintetizador/teclado), y Jr. Flo (turntablism).
La banda fue creada en 2008 con el deber de brindar instrumentales electrónicos a la vida. El baterista Adam Tune dice "Hacemos referencia a todo, desde la música house clásica de Timbaland a nuestros ritmos". They have toured extensively throughout North America.  In 2013 the band released their critically acclaimed EP titled "SOLOW" which was released on Steve Aoki’s label Dim Mak Records.
El sencillo "Treat Me Right" del EP SOLOW fue estrenado en el programa de Annie Mac's de la BBC Radio 1 y recibió un apoyo masivo de Diplo (y su proyecto, Major Lazer), Flosstradamus y TNGHT.  Su segundo sencillo titulado Dum Dee Dum también se estrenó en el mismo programa que el anterior y recibió un éxito similar. El vídeo musical de Dum Dee Dum recibió excelentes críticas. El vídeo ha sido nominado a un Prism Prize, así como a un Berlín Music Video Awards. Keys N Krates posteriormente mezclaron la pista, con G.O.O.D Music's Cyhi The Prince, King Louie, and Tree.  Flowinsky dijo, "Nos divertimos mucho mezclando rap. No podemos esperar a trabajar con más raperos y cantantes en general".
Keys N Krates trabajó con el artista Grandtheft en el lanzamiento del sencillo "Keep it 100" el 10 de junio de 2014, a través de Mad Decent Records.
En agosto de 2014 la banda estrenó su primer sencillo del nuevo EP "Every Nite", que está programado a ser lanzado en 2015. El primer sencillo titulado "Are We Faded" fue estrenado en el show de Annie Mac's de la BBC Radio 1 así como también en el muy influenciado canal de Youtube All Trap Music y en Soundcloud. La revista de Billboard escribió "el nuevo single [¿Estamos desvaneció] es vertiginosamente sexy, empujando junto a un tempo más lento que es ideal para ser simple, medio-de-la-danza-boxes grooving". El EP muy esperado fue lanzado en septiembre de 2014 en conjunto con una masiva gira por los Norteamérica. Es seguro decir que vamos a escuchar mucho de ellos en los próximos meses - Do Androids Dance.
A diferencia de muchos otros artistas electrónicos, Keys N Krates realiza completamente en vivo sus conciertos, utilizando sólo drums, keys, turntable y sampling en directo.
El éxito de Keys N Krates los ha llevado a ganar puntos en algunos de los festivales más grandes del mundo, como Lollapalooza, Electric Zoo, Ultra Music Festival, Osheaga, y el Festival Sonar, por nombrar algunos.

## EP y sencillos
- Blackout (EP) - 2012[17]
- Lucid Dreams (EP) -2013[18]
- Treat Me Right (Sencillo) - 2013[19]
- Dum Dee Dum (Sencillo) - 2013[20]
- S0L0W (EP) - 2013[21]
- Keep It 100 (Sencillo) - 2014[22]
- Are We Faded (Sencillo) - 2014[23]
- Every Nite (EP) - 2014[24]